# جورج ستالز
جورج ستالز (بالإنجليزية: George Stults)‏ هو عارض وممثل أمريكي، ولد في 16 أغسطس 1975 بديترويت في الولايات المتحدة.

## أعمال

### مسلسلات
- الجنة السابعة

## وصلات خارجية
- جورج ستالز على موقع IMDb (الإنجليزية)
- جورج ستالز على موقع ألو سيني (الفرنسية)
- جورج ستالز على موقع أول موفي (الإنجليزية)
- جورج ستالز على موقع إن إن دي بي (الإنجليزية)
- جورج ستالز على موقع قاعدة بيانات الفيلم (الإنجليزية)
- جورج ستالز على موقع كينوبويسك (الروسية)